# Карим Ансарифард
Кари́м Адил Ансарифа́рд (на персийски: کریم انصاری‌فرد‎)  (роден на 3 април 1990 г.) в Ардабил, Иран)  е ирански футболист нападател , състезател на гръцкия Арис (Солун) и Националния отбор на Иран. Участник на Мондиал 2018. Учатник в Купата на Азия през 2011, 2019 и 2023 години.

### Успехи
Отборни
 Персеполис (Техеран)
- Купа на Иран
- Финалист (1): 2012/13

 Трактор  Сазъ (Тебриз)
- Купа на Иран
- Носител (1): 2013/14

 Олимпиакос (Пирея)
- Гръцка суперлига
- Шампион (1): 2016/17

 Омония (Никозия)
- Купа на Кипър
- Шампион (1): 2022/23

### Най-добър
- Спортист на годината в Иран (1): 2011
- Голмайстор в шампионата на Иран (2): 2011/12 (21 гола), 2013/14 (14 гола)
- Най-добър играч в шампионата на Иран в системата гол+пас (1): 2011/12 (21+5)
- Най-ценен играч в Купата на Иран (1): 2013/14